# 堀直起
堀 直起（ほり なおのり）は、江戸時代中期から後期にかけての大名。越後椎谷藩9代藩主。椎谷堀家12代。通称は彦弥。官位は従五位下・近江守。

## 略歴
三河国西尾藩主・松平乗佑の七男として誕生。初名は松平乗厚。
寛政4年（1792年）、先代藩主・堀著朝の養子となり家督を相続した。文化4年（1807年）死去した。男子がなかったため、備前国岡山藩から直温を婿養子に迎えて家督を継がせた。

## 系譜
父母
- 松平乗祐（実父）
- 堀著朝（養父）

正室
- 茂与 ー 堀親長の娘

子女
- 堀直温正室
- 堀田正衡正室 ー 堀親寚の養女

養子
- 堀直温 ー 池田治政の四男